# Mozart assassiné
Mozart assassiné est un roman de René Fallet publié en 1963 aux Éditions Denoël.

## Résumé
Deux amis, Wilfrid et Norbert pêchent à la truite en compagnie de Carole, la femme de Norbert. Elle dit qu'en chaque homme, il y a un Mozart assassiné. Norbert tombe accidentellement sur un rocher. Ils l'emmènent à l'hôpital où il meurt. Une enquête est ouverte. Carole et Wilfrid, effrayés à l'idée qu'on les prenne pour des amants et qu'on les soupçonne, vont se cacher chez un ami, Omer, mais il est absent. Omer revient avec des amis et ils font tous la fête. Carole et Wilfrid repartent ensemble et découvrent alors leur amour. Wilfrid dit que le Mozart qui est assassiné, c'est l'amour. Ils vivent au jour le jour, croyant qu'ils vont être arrêtés.

## Éditions
- Éditions Denoël, 1963  (ISBN 978-2207203644)
- Folio no 1178, 1980  (ISBN 978-2070371785) et 1982  (ISBN 978-2-07-037178-5)

## Adaptation
Mozart assassiné a été adapté à la télévision en 1978 sous le titre La Nasse par Pierre Matteuzzi, avec Claudine Auger, Bernard Fresson et François Germond.